# Blaaslobelia
De blaaslobelia (Lobelia inflata) is een giftige, eenjarige plant die behoort tot de klokjesfamilie (Campanulaceae). De naam verwijst naar de opgeblazen vrucht. De soort komt van nature voor in Noord-Amerika en is in Nederland als verwilderde plant zeer zeldzaam. Het aantal chromosomen is 2n = 14.
De plant wordt 30-100 cm hoog. De vertakte, gegroefde, holle stengel is ruw behaard. De behaarde, 8 cm lange en 5-8 mm brede stengelbladeren zijn eivormig tot omgekeerd eirond en zijn zittend. De onderste bladeren hebben een korte bladsteel. De bladeren hebben een onregelmatig getande of gezaagde tot gekartelde deels geschulpte en deels met klieren bezette rand. 
De blaaslobelia bloeit vanaf juni tot in augustus met paarse of blauwachtige tot witte, 6-8 mm grote bloemen. De bovenlip heeft twee kleine lobben en de grote, van binnen behaarde onderlip drie lobben. Er zijn twee kleine bracteolen. De kelk heeft lange, smalle lancetvormige tanden. De bloeiwijzen zijn een 10-20 cm lange, veelbloemige tros, die oksel- en eindstandig zijn. De vijf meeldraden zijn versmolten tot een buis. Twee meeldraden zijn korter dan de andere drie.
De vrucht is een 6-11 mm grote, kogelronde, opstaande doosvrucht met een opgeblazen, geribbelde bloembeker. Het ellipsvormige tot smal eivormige, opvallend netvormig geaderde zaad is tot 0,7 mm lang.

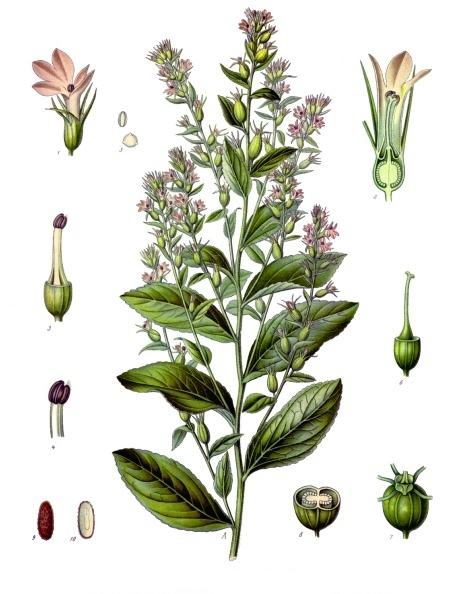
Illustratie
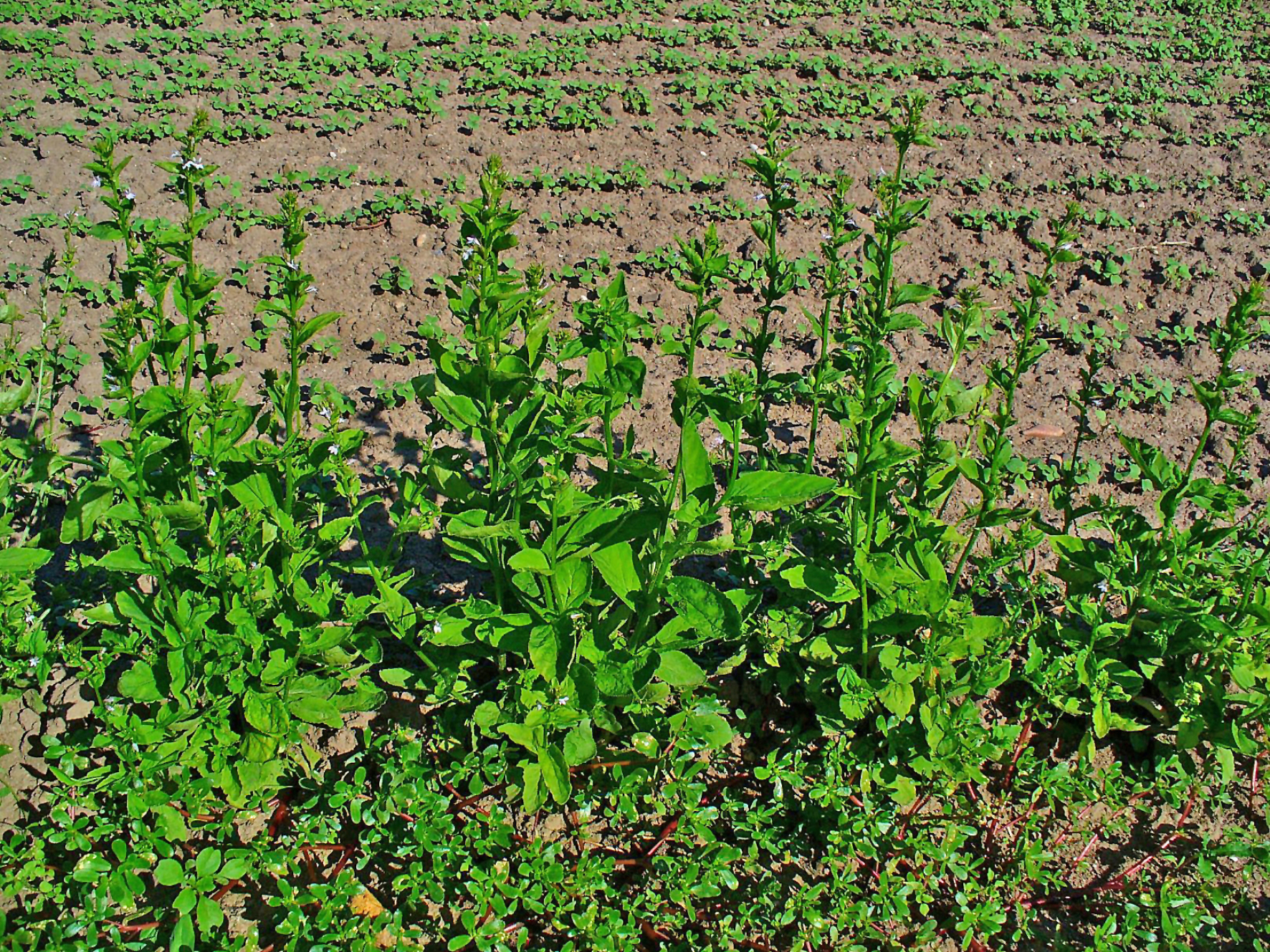
Planten
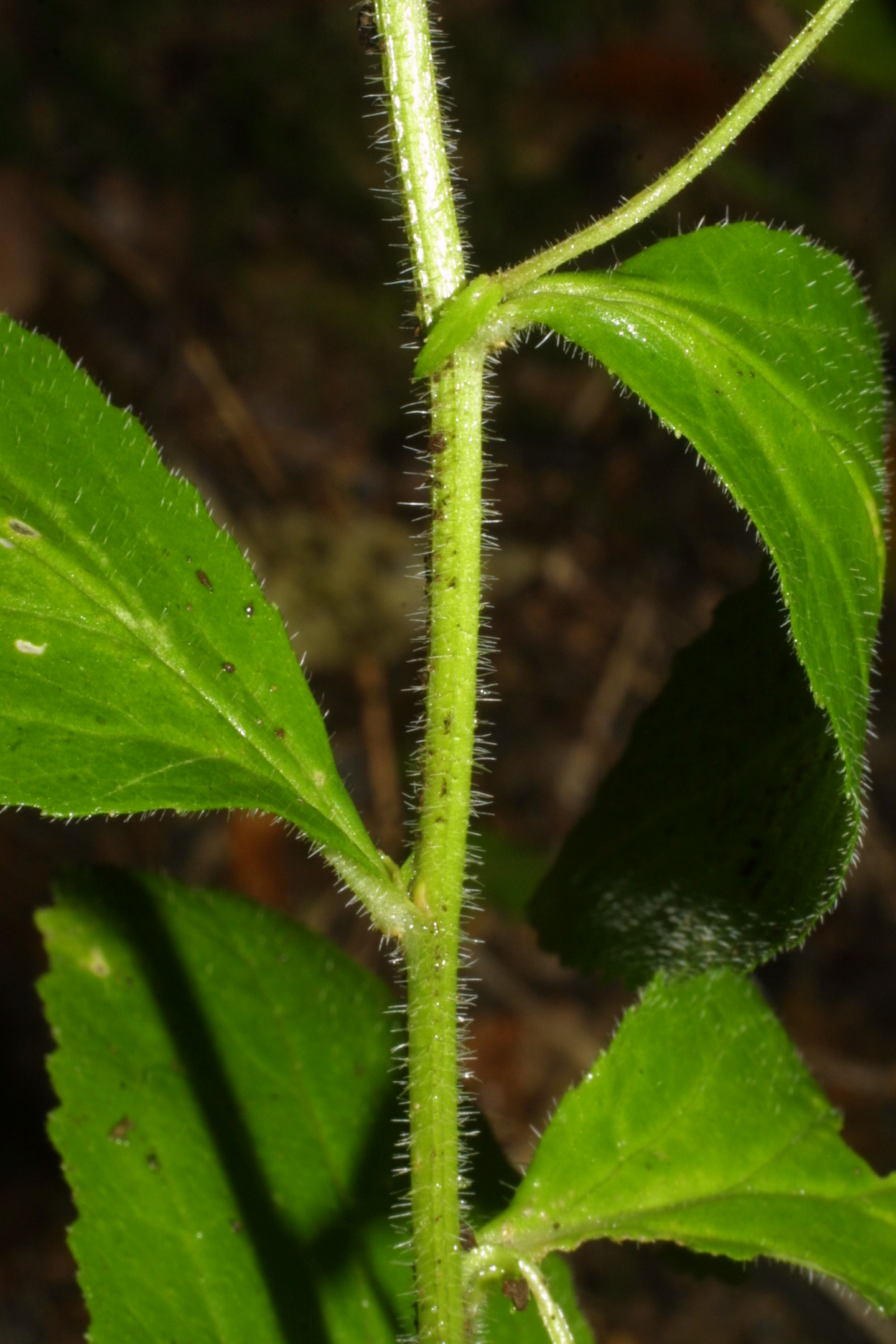
Stengel
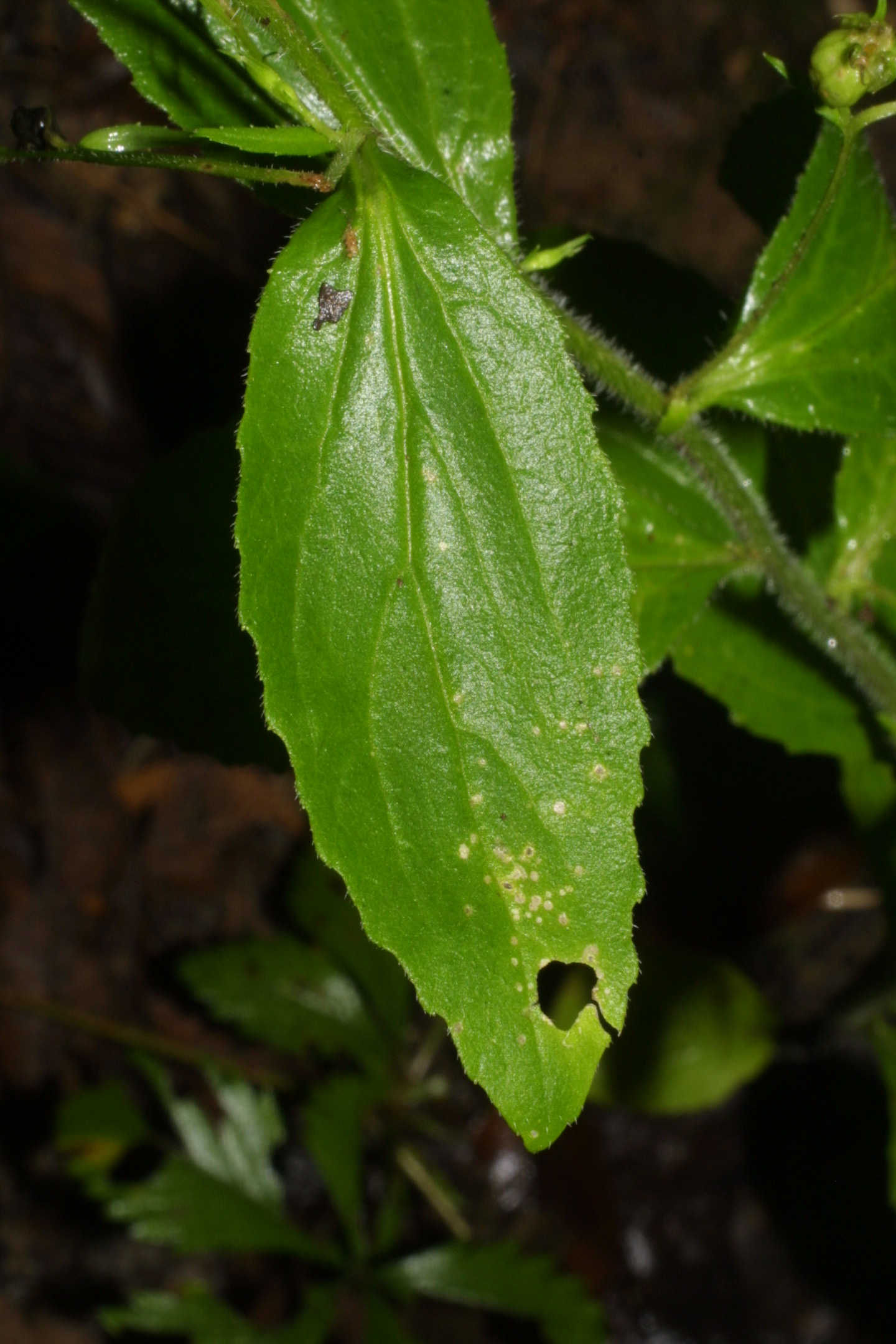
Blad
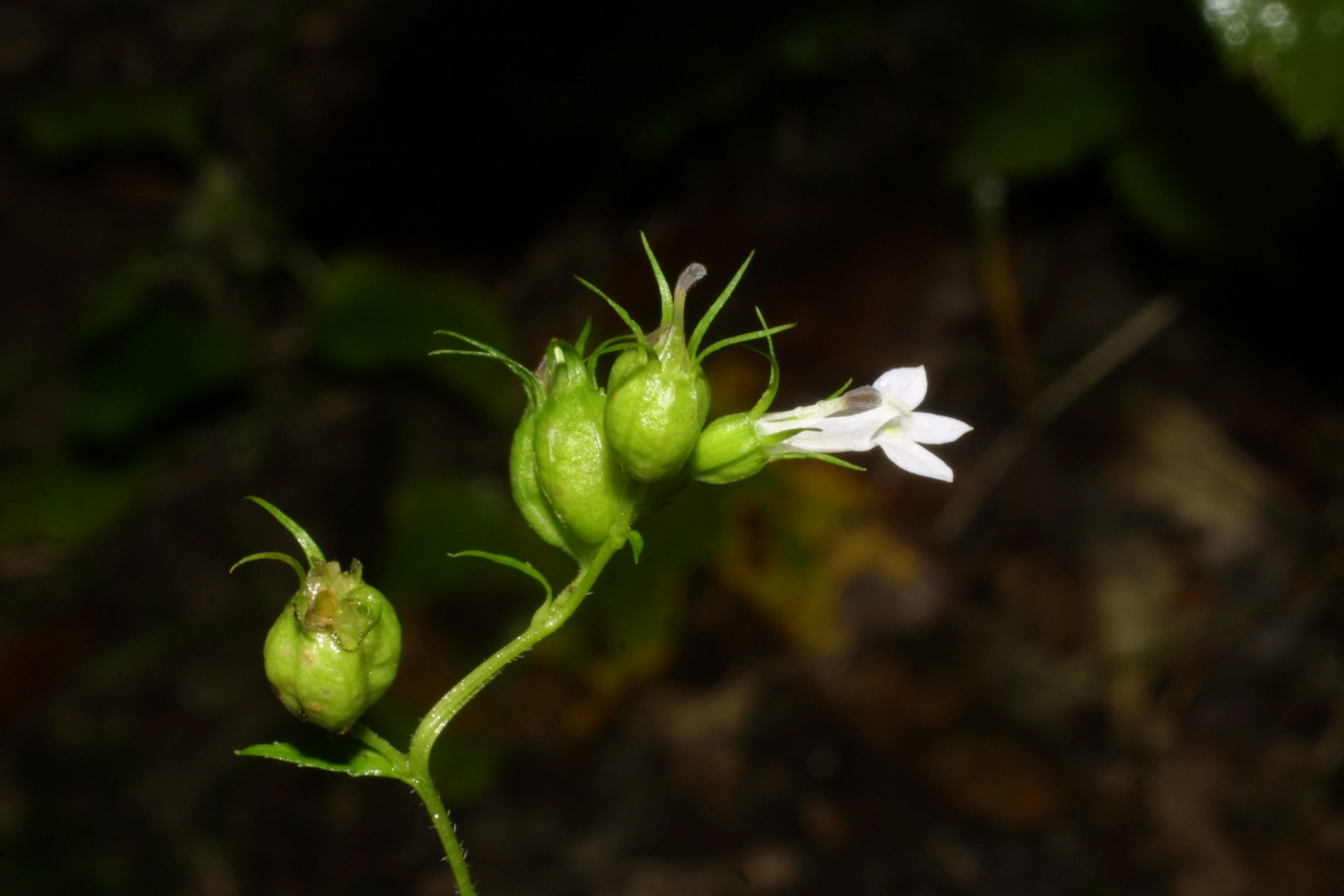
Vruchten
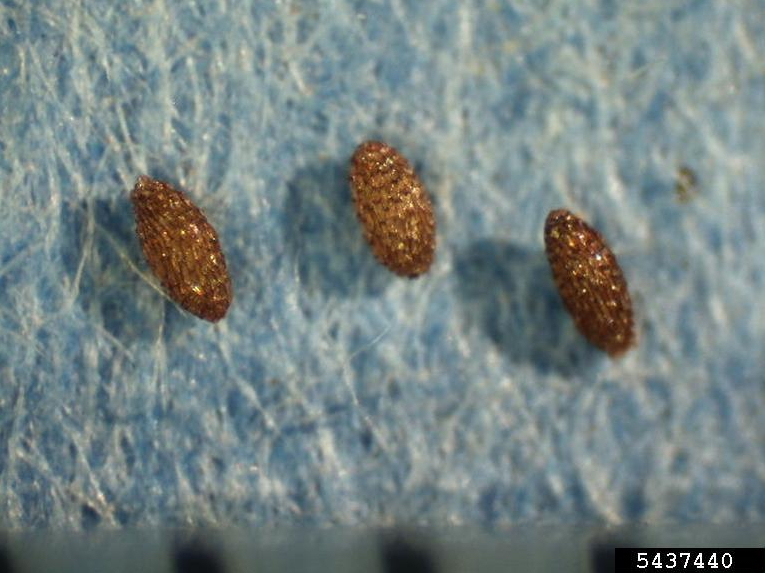
Zaden

De blaaslobelia komt voor op droge grond in open bossen.